# Rozgrywki regionalne w Grecji w piłce nożnej (1924/1925)
Rozgrywki regionalne (1924/1925) były 4. edycją piłkarskich rozgrywek regionalnych w Grecji. Zmagania toczyły się niezależnie w kilku regionach tego kraju. Ich celem było wyłonienie nieoficjalnego mistrza Grecji, którego jednak nie udało się wyłonić. Najpopularniejsze rozgrywki odbywały się wśród zespołów skupionych w okolicach Aten i Pireusu.

## Mistrzostwa Aten
Oryginalna nazwa tych rozgrywek to Enosi Podosferikon Somation Athinon. Ich zwycięzcą został zespół Panathinaikos AO, który w finale rozegranym 8 marca 1925 roku pokonał AEK Ateny 1-0.
Nie są znane pozostałe drużyny biorące udział w tych rozgrywkach.

## Mistrzostwa Pireusu
Oryginalna nazwa tych rozgrywek to Enosi Podosferikon Somation Pireos. Ich zwycięzcą został zespół Olympiakos SFP, który w finale rozegranym 17 czerwca 1925 roku pokonał Ethnikos Pireus 4-2.
Nie są znane pozostałe drużyny biorące udział w tych rozgrywkach.